# Espadaña
Espadaña is een gemeente in de Spaanse provincie Salamanca in de regio Castilië en León met een oppervlakte van 39,45 km². Espadaña telt 32 inwoners (1 januari 2016).

## Demografische ontwikkeling
Bron: INE, 1857-2011: volkstellingen